# Rainer Hartbrod
Rainer Hartbrod (* um 1953) ist ein Brigadegeneral a. D. des Heeres der Bundeswehr. Er war zuletzt Assistant Chief of Staff J2, Intelligence, im NATO Allied Joint Force Command in Neapel, Italien.

## Militärische Laufbahn
Hartbrod übernahm als Oberst am 24. Oktober 2003 von Brigadegeneral Carl-Hubertus von Butler das Kommando über die Luftlandebrigade 31 in Oldenburg. Dieses Kommando gab er 2005 an Dieter Warnecke ab und wurde nach Calw versetzt. Hier übernahm er am 18. August 2005 das Kommando Spezialkräfte (KSK) und war in dieser Funktion auch erster General Spezialkräfte. Hartbrod führte das Kommando in Calw knapp zwei Jahre lang und wurde dann in Vorbereitung auf seine neue Verwendung in das Heeresführungskommando nach Koblenz versetzt. Am 29. Juni 2007 übergab er daher das KSK an Hans-Christoph Ammon. Nach der Sprachenausbildung übernahm er in Istanbul zum 1. November 2007 den Posten des stellvertretenden Chefs des Stabes Unterstützung beim NATO Rapid Deployable Corps - Turkey (NRDC-T). Anschließend war er  Assistant Chief of Staff J2, Intelligence, im NATO Allied Joint Force Command in Neapel, Italien. Zum 31. Oktober 2015 wurde er in den Ruhestand versetzt.